# Scărișoara (Olt)
Pour les articles homonymes, voir Scărișoara.
Scărișoara est une commune du județ d'Olt en Roumanie.